# Patricia Miloslavich
Patricia Andrea Miloslavich de Klein (Caracas, Venezuela, 28 de noviembre de 1963) es una bióloga marina, investigadora de la Universidad Simón Bolívar, ganadora en 2015 del XVII Premio Lorenzo Mendoza Fleury de la Fundación Empresas Polar, en reconocimiento a la relevancia e impacto de su trabajo científico. Entre 2015 y 2019 coordinó el panel de Biología y Ecosistemas del Sistema de Observación Global de los Océanos (Global Ocean Observing System), labor que realizó en el Instituto Australiano de Ciencias Marinas (Australian Institute of Marine Science) en Townsville, Australia y en la universidad de Tasmania Hobart, Australia. Desde enero de 2020, es la Directora Ejecutiva del Comité Científico de Investigaciones Oceánicas SCOR.

## Carrera Académica
Miloslavich egresó de la Universidad Simón Bolívar (USB) como licenciada en Biología en 1987, y obtuvo un PhD en Oceanografía en 1995 en la Universite du Quebec en Rimouski, Canadá. En 1994 ingresó como profesora al Departamento de Estudios Ambientales de la USB, donde en 2005 ascendió a la categoría de Profesor Titular.
Tiene más de veinte años de experiencia académica, dedicados al desarrollo de planes de estudios, docencia, tutorías de trabajos de grado y postgrado e investigación en biología y ecología. Dirigió el Laboratorio de Biología Marina y fue fundadora del Centro de Biodiversidad Marina de la USB, desde donde trabajó en las áreas de biodiversidad de invertebrados marinos en costas rocosas y sus alrededores en el trópico; la reproducción de moluscos marinos, principalmente caracoles (gasterópodos), y las estrategias reproductivas en un contexto evolutivo y biogeográfico. Como investigadora principal o coinvestigadora principal ha participado en más de veinte proyectos de investigación, tanto en Venezuela como en América del Sur y el Caribe.
En 2002, como parte del Programa Censo de la Vida Marina, fue la responsable de la organización del estado del conocimiento de la biodiversidad marina en Venezuela, el Caribe y Sudamérica, región esta última de la que es líder del grupo de investigación en ecosistemas costeros. Se convirtió en uno de los dos científicos sénior del programa responsables de realizar la primera síntesis global de biodiversidad marina, y fue elegida como vocera de la rueda de prensa del evento final de presentación de resultados del programa realizada en la Royal Society de Londres en 2010.
Fue la única latinoamericana en formar parte del grupo de exploradores del Nautilus Exploration Program que en 2013 realizó una misión de investigación a los volcanes submarinos Kick'em Jack y Kick'em Jenny en el Mar Caribe.
En 2014, Miloslavich ganó el concurso para coordinar desde el Instituto Australiano de Ciencias Marinas, en Australia, el panel de Biología y Ecosistemas del Sistema de Observación Global de los Océanos. Su trabajo consiste en coordinar el equipo y las actividades que lleven a la selección, desarrollo e implementación de variables biológicas oceanográficas esenciales que se deberán monitorear a través de diversos programas en los océanos del mundo. Además, tiene como tarea facilitar que la data de biodiversidad marina esté disponible en formatos estandarizados en un sistema de libre acceso, con la idea de que sea fuente de información para los encargados de las políticas ambientales de los gobiernos y del público general, todo con el objetivo de lograr un uso más sostenible de mares y océanos.

## Premios
Fue galardonada en 2015 con el XVII Premio Lorenzo Mendoza Fleury que otorga cada dos años la Fundación Empresas Polar a los científicos venezolanos más destacados en las áreas de Biología, Física, Matemática, Química y sus respectivas interdisciplinas. La evaluación es realizada por un comité de selección conformado por siete científicos de amplia trayectoria, quienes consideran el talento, creatividad y productividad de los candidatos al premio que en la edición 17 fueron 54. Miloslavich se convirtió en la decimoprimera investigadora de la USB en ser merecedora del premio.
Miloslavich también ha sido reconocida junto al Scientific Steering Committee del Census of Marine Life, con el International Cosmos Prize (2011), otorgado por la Fundación Expo '90 de Japón a programas o personajes destacados en promover la filosofía de “Coexistencia en armonía entre la naturaleza y la humanidad", así como con el Premio Andrés Bello a la labor de investigación, mención Ciencias Aplicadas (2011), otorgado por la Asociación de Profesores de la Universidad Simón Bolívar.

## Publicaciones
Miloslavich ha publicado más de 50 artículos en revistas científicas y 16 libros y capítulos de libros. Entre sus publicaciones más relevantes se encuentran: 
- Miloslavich, P., T. Webb, P. Snelgrove, E. Vanden Berghe,  K. Kaschner, P. N. et al. (2016). Extent of assessment of marine biological diversity (Chapter 35). In: World Ocean Assessment, UN.[12]

- Miloslavich P, Cruz-Motta JJ, Klein E, Iken K, Weinberger V, et al. 2013. Large-Scale Spatial Distribution Patterns of Gastropod Assemblages in Rocky Shores. PLoS ONE 8(8): e71396. doi:10.1371/journal.pone.0071396.[13]

- Miloslavich, P.; Klein, E; Díaz, J. M.; Hernandez, C.E.; Bigatti,G.; Campos, L.; Artigas, F.; Castillo, J.; Penchaszadeh, P.; Neill, P.; Carranza, A.; Retana, M.; Díaz de Astarloa, J.M.; Lewis, M.; Yorio, P.; Piriz, M.; Rodriguez, G.; Yoneshigue-Valentin, Y.; Gamboa, L.; Martín, A. 2011. Marine Biodiversity in the Atlantic and Pacific Coasts of South America: Knowledge and Gaps. PLOS ONE, Vol. 6, pp. 1 - 44.[14]

- Miloslavich, P.; Díaz, J.M.; Klein, E; Alvarado, J.J.; Díaz, C.; Gobin, J.; Escobar-Briones, E.; Cruz Motta, JJ; Weil, E.; Cortés, J.; Bastidas, C; Robertson, R.; Zapata, F.; Martín, A; Castillo, J.; Kazandjian, Aniuska; Ortiz, M. 2010. Marine Biodiversity in the Caribbean: regional estimates and distribution patterns. PLOS ONE, Vol. 5 (8):e11916, pp. 1-25.[15]

- Miloslavich, P., E. Klein, A. Martín, C. Bastidas, B. Marín and P. Spiniello. 2005. Venezuela. In: Miloslavich, P. y E. Klein (Eds.). Caribbean Marine Biodiversity: the Known and the Unknown. DesTech Publications, USA.[16]